# St Ninian's Chapel (St Ninian's Isle)

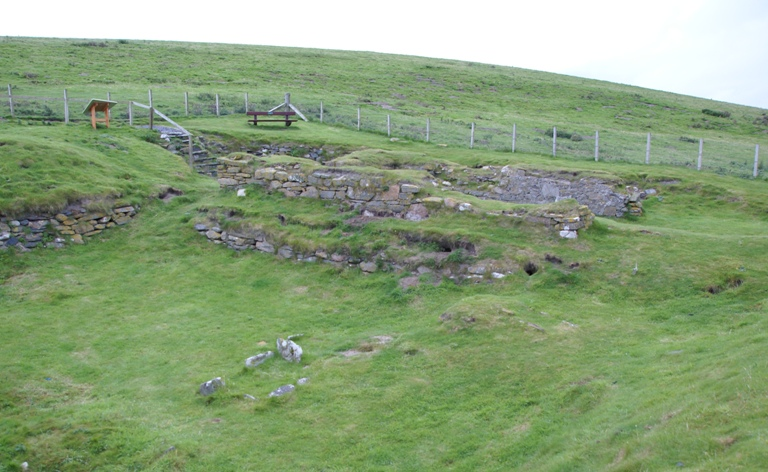
De begraafplaats ten zuiden van de kapel.

St Ninian's Chapel is een ruïne van een 12e-eeuwse kapel, gelegen op het getijdeneiland St Ninian's Isle aan de zuidwestzijde van het Shetlandse Mainland (Schotland). In de twintigste eeuw werd hier een Pictische schat uit 800 ontdekt.

## Kapel
De twaalfde-eeuwse kapel was gewijd aan Sint Ninian, die zeker nooit op Shetland is geweest. De kapel, gelegen op de oostelijke zijde van het getijdeneiland, is gebouwd op de fundamenten van een oudere kapel. De kapel bestaat uit een klein schip en priesterkoor. De ingang bevindt zich aan de westzijde en het koor ligt aan de oostzijde. Links van de ingang (de noordwestelijke hoek van het schip) en rechts in het schip voor het koor (de zuidoostelijke hoek van het schip) zijn de oude kapelmuren zichtbaar.
Ten zuiden van de kapel bevond zich de begraafplaats, die tot de negentiende eeuw in gebruik bleef. De begraafplaats was al in gebruik in de IJzertijd getuige enige stenen grafkisten met de resten van personen die waren begraven met hun knieën opgetrokken tegen hun borst. De vroegste christelijke begrafenissen op Shetland vonden hier ook plaats, getuige vijf kleine baby's, begraven van oost naar west, liggend op hun rug naar de christelijke traditie. Kleine stenen met kruismarkeringen waren opgesteld bij deze graven. Wel werden lege stenen grafkisten geplaatst op de graven, naar de oude traditie in de IJzertijd.

## Schat
Op 4 juli 1958 vond een jongen onder een met een kruis gemarkeerde steen in het midden van de oostzijde van het schip een Pictische schat uit 800 die bekend is geworden onder de naam St Ninian's Isle Treasure. In een houten kist bevonden zich 28 zilveren, rijkgedecoreerde objecten en een kaakbeen van een bruinvis. De schat was vermoedelijk verborgen tegen diefstal. De schat is in bezit van het National Museum of Scotland in Edinburgh. Replica's zijn te zien in het Shetland Museum in Lerwick.